# Guéré (peuple)
Pour les articles homonymes, voir Guéré.
Ne doit pas être confondu avec Gwere (peuple).
Les Guéré sont une population d'Afrique de l'Ouest vivant à l'ouest de la Côte d'Ivoire et de l'autre côté de la frontière au Liberia. Comme leurs voisins Wobé, ils font partie du groupe Wé.

## Ethnonymie
Selon les sources et le contexte, on rencontre différentes formes : Gere, Gere Wobé, Gewo, Guéré Wobé, Guérés, Gwere, Krahn, Kran, Ngere, Wé, Wee.
Pour Alfred Schwartz, la distinction entre Guéré et Wobé n'existait pas dans la terminologie précoloniale. Dans la tradition orale, il ne s'agissait que d'une seule et même population, les Wé. Cette distinction a été introduite par l'administration coloniale à la suite d'un malentendu géographique et linguistique. Quoique purement formelle, elle est communément admise aujourd'hui.
Kran (ou Krahn) est le nom qui leur est donné au Liberia.

## Langue
Ils parlent le guéré, une langue krou.

## Société
Jusqu'au milieu du XXe siècle, les Guérés pratiquaient une agriculture de subsistance, cultivant le riz et le manioc. La transition vers l'économie monétaire s'est faite notamment à partir de l'industrie forestière dans les années 1960.

## Culture
Comme les Wobé, les Guérés ont produit des masques aux traits puissants recouverts d'accessoires divers.  Apparaissant durant les funérailles, ils se caractérisent souvent par un visage triangulaire, une bouche entrouverte, un grand nez, des yeux tubulaires. Ils portent parfois des cornes.

Masques guéré
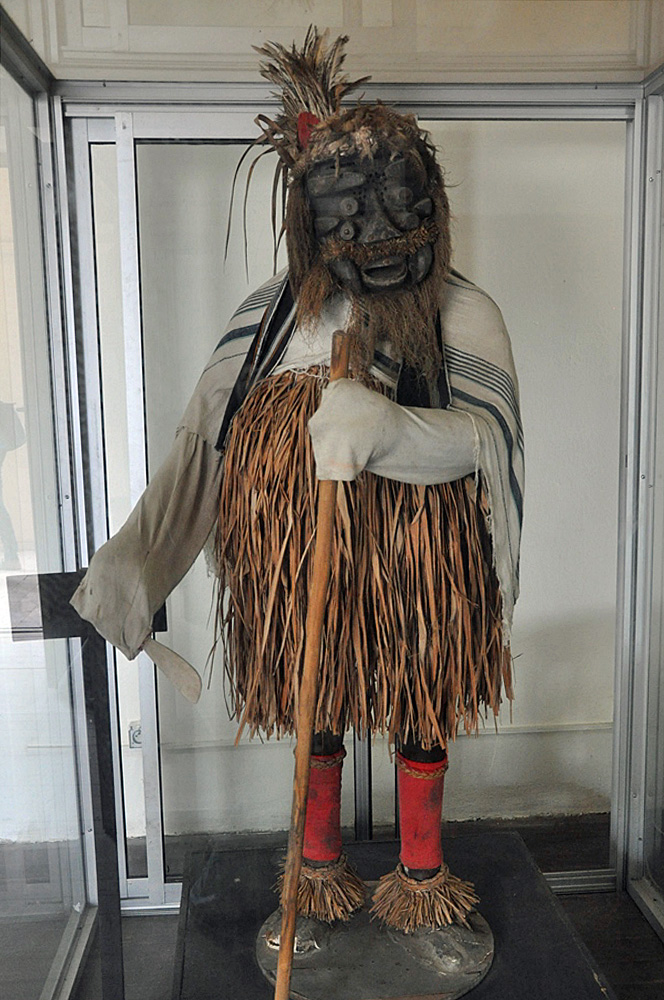
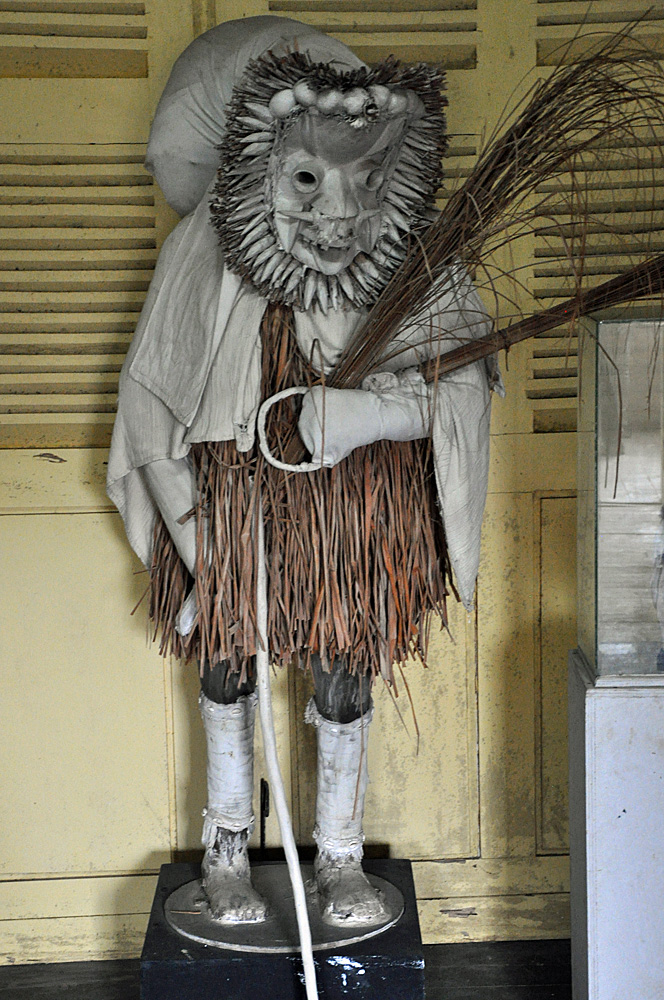
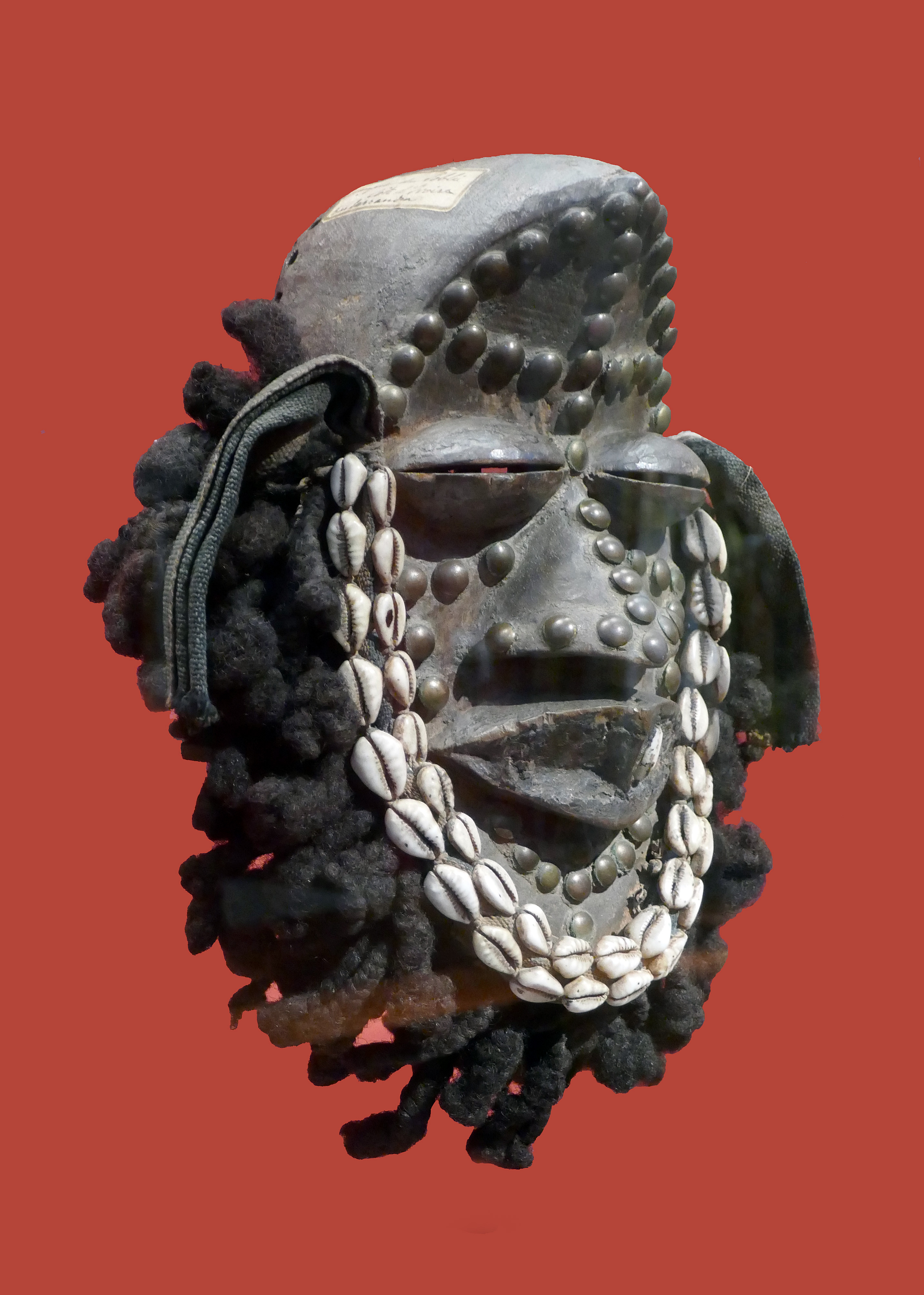
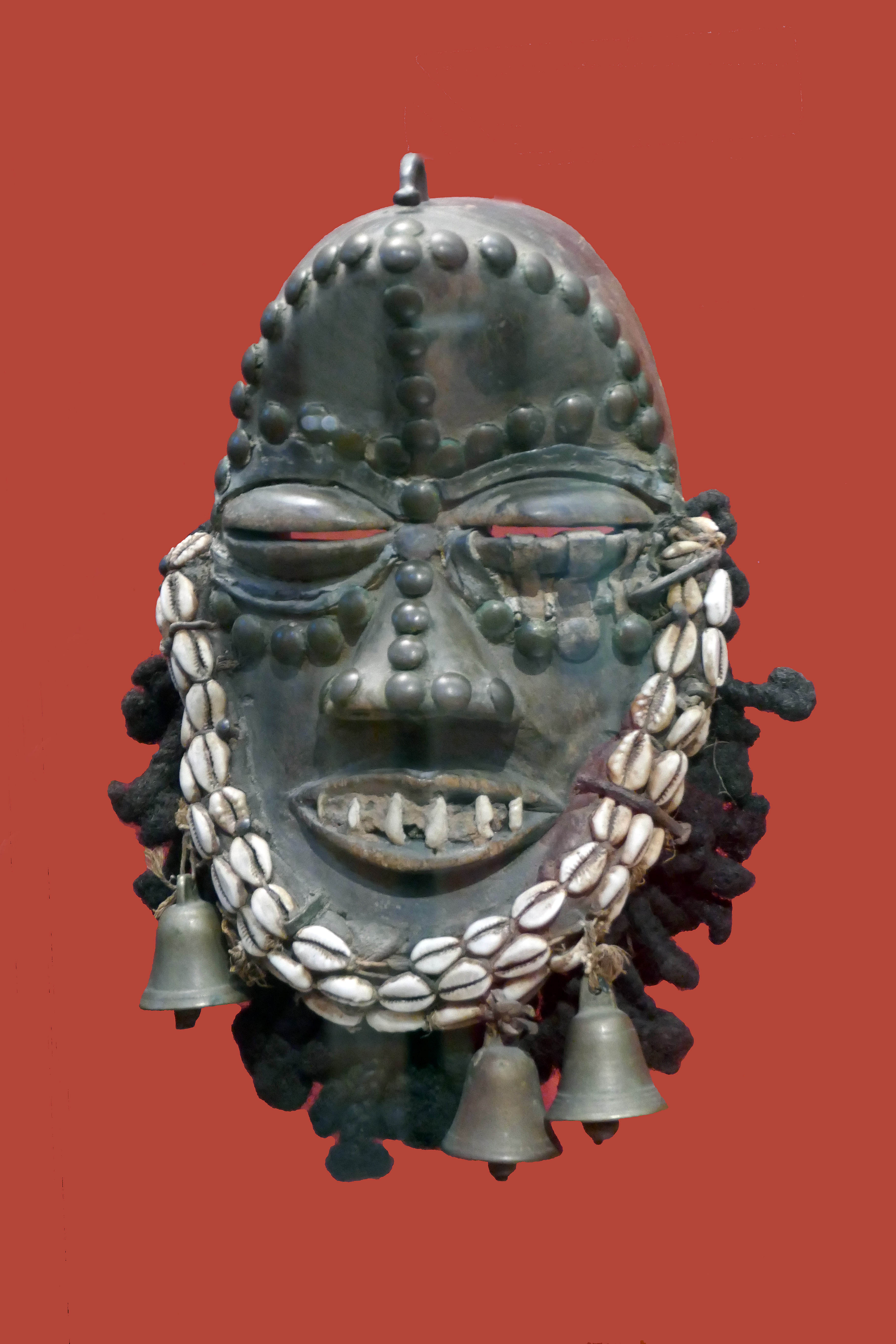